# Ci Gentis
Ci Gentis är ett vattendrag i Indonesien.   Det ligger i provinsen Jawa Barat, i den västra delen av landet, 50 km sydost om huvudstaden Jakarta.